# Women and Roses
Pour plus de détails, voir Fiche technique et Distribution.
Women and Roses est un film muet américain réalisé par Wallace Reid et sorti en 1914.

## Fiche technique
- Titre : Women and Roses
- Réalisation : Wallace Reid
- Scénario : Bess Meredyth, Wallace Reid, d'après un poème de Robert Browning
- Photographie :
- Montage :
- Producteur :
- Société de production : Nestor Film Company
- Société de distribution : Universal Film Manufacturing Company
- Pays d'origine :  États-Unis
- Langue : film muet avec les intertitres en anglais
- Format : Noir et blanc — 35 mm — 1,33:1 — Muet
- Genre : Film dramatique
- Durée : 20 minutes
- Dates de sortie : 
  -  États-Unis : 29 avril 1914

## Distribution
- Wallace Reid : Wallace
- Vera Sisson :  la femme de Wallace
- Dorothy Davenport : la maitresse de Wallace
- Billie Brockwell : la mère de Wallace
- Phil Dunham :